# Mnésibule d'Élatée
Mnésibule d'Élatée (grec ancien : Μνησίβουλος Ἐλατεὺς) ou Mnasibule est un vainqueur olympique originaire d'Élatée.
Il remporta la course à pied du stadion d'une longueur d'un stade (environ 192 m) lors des 235e Jeux olympiques en 161 ap. J.-C.,,,.
Il remporta aussi l'hoplitodromos en 161 et est considéré periodonikès sur le stadion et la course en armes pour cette « période »,.
Il remporta la « course en armes à partir du trophée » aux Éleuthéries de Platées qui commémoraient la victoire de Platées en 479 av. J.-C. Cette épreuve était plus longue qu'un hoplitodromos habituel (deux stades), puisqu'elle se courait entre le trophée élevé sur le champ de bataille et l'autel de Zeus Eleuthérios (« Zeus libérateur ») dans la ville, soit une quinzaine de stades. Le vainqueur était qualifié de « meilleur parmi les Grecs »,.
Lorsque sa cité fut menacée par une « armée de bandits », les Costoboces, il participa à la défense et se distingua sur le champ de bataille, même s'il y trouva la mort,.
Sa statue ornait la « rue du coureur » à Élatée».

## Sources
- (en) Paul Christesen, Olympic Victor Lists and Ancient Greek History, New York, Cambridge University Press, 2007, 580 p. (ISBN 978-0-521-86634-7).
- Eusèbe de Césarée, Chronique, Livre I, 70-82. Lire en ligne.
- (en) Mark Golden, Sport in the Ancient World from A to Z, Londres, Routledge, 2004, 184 p. (ISBN 0-415-24881-7).
- (en) David Matz, Greek and Roman Sport : A Dictionnary of Athletes and Events from the Eighth Century B. C. to the Third Century A. D., Jefferson et Londres, McFarland & Company, 1991, 169 p. (ISBN 0-89950-558-9)
- (it) Luigi Moretti, « Olympionikai, i vincitori negli antichi agoni olimpici », Atti della Accademia Nazionale dei Lincei, vol. VIII,‎ 1959, p. 55-199.
- Pausanias, Description de la Grèce [détail des éditions] [lire en ligne] (X, 34, 5).